# Fort IX der Festung Warschau

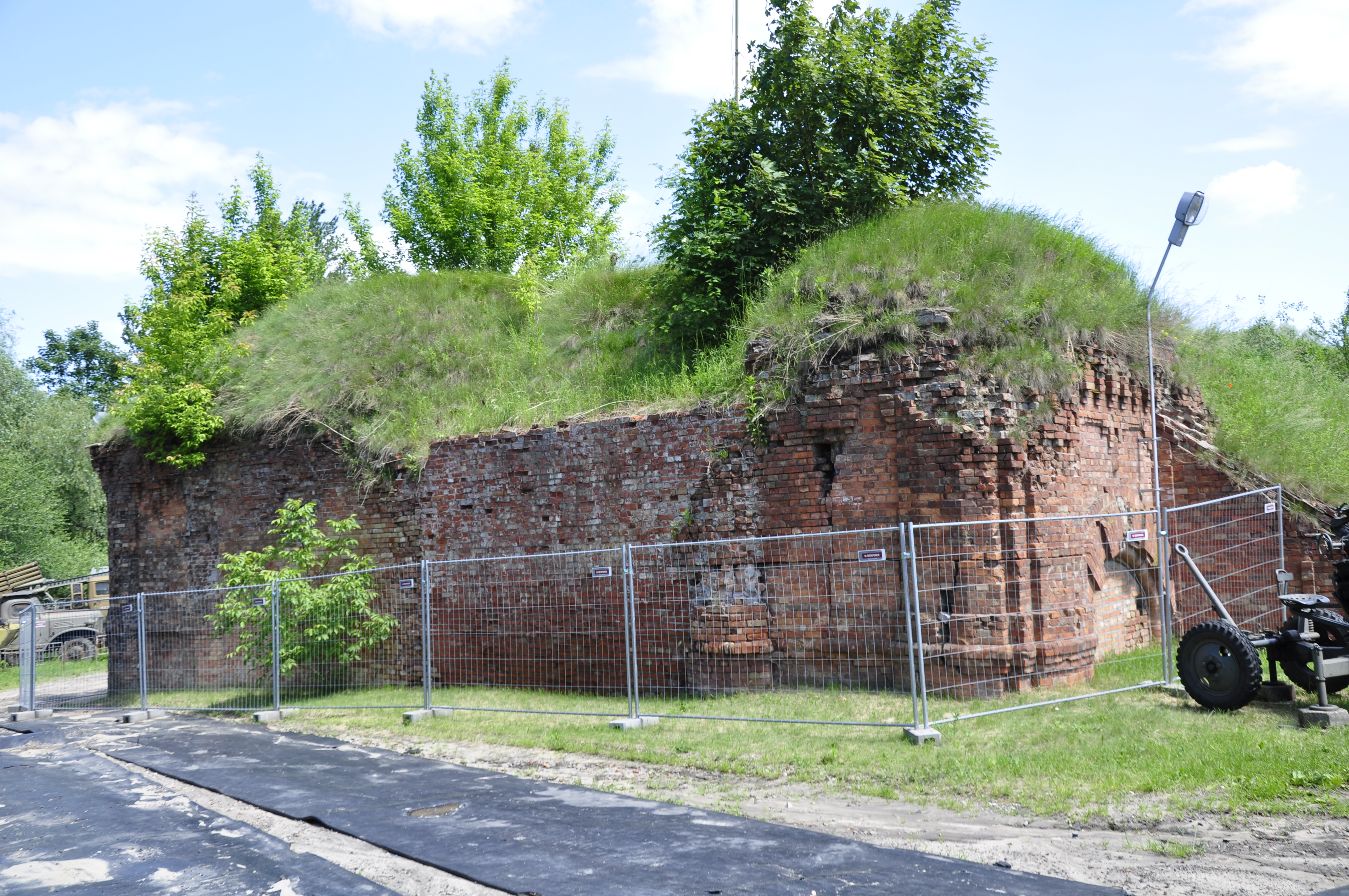
Westseite der Innenbauten, heute Auffahrt zur Ausstellung der Luftfahrzeuge

Das Fort IX der Festung Warschau (auch Fort „Czerniaków“ „Dąbrowskiego“ oder „Sadyba“ genannt) ist eines der 19 Artillerieforts des äußeren Verteidigungsringes der Festung Warschau. Es befindet sich in Sadyba, einem Wohngebiet im Warschauer Stadtteil Mokotów. Die Anlage wurde Ende des 19. Jahrhunderts errichtet und beherbergt heute zwei Museen. Sie befindet sich an der Powsińska-Straße und wurde im März 1973 mit der Register-Nummer 807 unter Denkmalschutz gestellt.

## Struktur
Das Fort, das in der klassischen Form eine Fünfeckes errichtet wurde, wird inklusive seines früheren rückwärtigen Raumes, der heute als Park und Gelände einer Schule genutzt wird, von den kleinen Straßen Morszyńska und Okrężna umgeben. Die Hauptverkehrsstraße Powsińska, Verlängerung der westlichen Weichseluferstraße und heute direkt an den aus Ziegelsteinen gemauerten Kasematten des Forts vorbeiführend, durchschneidet das ehemalige Fort zu einem Drittel. Das Fort war mit einem Wassergraben umgeben, der zu großen Teilen noch heute besteht. Als Zugang diente an der Kehlseite eine Stahlbrücke, deren Reste noch vorhanden sind. Heute erfolgt der Zugang von der den Graben zweimal querenden Powsińska-Straße aus.

## Geschichte
Das 1883 für im Weichselland des Russischen Zarenreiches stationierte russische Truppen gebaute Fort war Teil des äußeren Verteidigungsringes der Festung Warschau und lag zwischen den Forts VIII („Służew“) und X („Augustówka“). Die Hauptverteidigungsrichtung lag nach Südosten in Richtung des rund zwei Kilometer entfernt liegenden Schlosses Wilanów. Bei Aufgabe und Teilzerstörung der Festung im Jahre 1913 wurde ein Großteil der Bunker und Barackenanlagen gesprengt, wobei die verbliebenen Kasematten einen Teil ihrer noch heute vorhandenen Absplitterungen erhielten. 1921 wurde das Restfort nach dem polnischen General Jan Henryk Dąbrowski benannt.
Auf der vormaligen Esplanade des Forts wurden ab 1924 von einer Baugenossenschaft Häuser für verdiente Offiziere der polnischen Armee errichtet. Die Gebäude waren von Tadeusz Tołwiński und Oskar Sosnowski geplant und lehnten sich optisch an die polnische Hausarchitektur des 18. und 19. Jahrhunderts an. Der Masterplan für die Entwicklung des Gebietes um die Festung bezog sich auf die Ideen Ebenezer Howards zu einer Gartenstadt. Bis zum Ausbruch des Zweiten Weltkriegs entstanden hier rund 30 Gebäude entlang der neu geschaffenen Straßen Okrężna und Morszyńska, die den Grundstock des späteren Stadtteils Sadyba bildeten.
Auf dem rückwärtigen ehemaligen Fortgelände wurde neben dem westlich der Powsińska-Straße liegenden Teil des Parkes am 1. September 1933 die Grundschule Nr. 115 (heute nach Wanda Turowska benannt) – zunächst als provisorischer Holzbau, seit 1955 als dreistöckiger Ziegelbau – errichtet. Im Jahr 1935 wurde die Powsińska-Straße zur Anbindung von Wilanów durch den südlichen Zipfel des Forts gebaut. Hier verkehrten Kraftfahrzeuge und eine heute nicht mehr existierende Straßenbahn. 1936 wurde auf dem rückwärtigen Gelände des Forts ein Park angelegt, der später nach dem Offizier Czesław Szczubełek benannt wurde.

### Zweiter Weltkrieg
Im Rahmen der Abwehrkämpfe während des deutschen Überfalls auf Polen im September 1939 war das Fort die Verteidigungsstellung einer polnischen Einheit, die sich aus einer Freiwilligen-Kompanie und Teilen des 2. Bataillons des 360. Infanterie-Regiments zusammensetzte. Am 26. September wurde das Fort von deutschen Truppen erobert, 20 polnische Verteidiger wurden getötet. Während dieser Kämpfe wurde auch der vormalige Olympiasieger Janusz Kusociński verwundet.
Auch während des Warschauer Aufstands im Jahr 1944 hatten sich polnische Kräfte – unter Leitung von Szczubełek – im Fort festgesetzt. Am 1. September 1944 um 17.00 Uhr traf eine deutsche Bombe einen Raum der Kasematten, in dem sich zu dem Zeitpunkt ein Teil des AK-Bataillons „Oaza“ (5. Region, V. Distrikt) aufhielt. 16 Soldaten starben.
In den Kämpfen des Zweiten Weltkrieges wurde ein Teil der das Fort umgebenden Offiziersvillen zerstört. 1958 wurden an ihrer Stelle von der Stanisław-Nowakowski-Wohnungsbau-Genossenschaft 13 Neubauten errichtet. Von den verbliebenen Villen wurden später viele umgebaut. Nur wenige der Villen blieben in ihrem ursprünglichen Aussehen bis heute erhalten. Nach dem Krieg wurde der ostwärts der Powsińska-Straße liegende Bereich der Fortanlage zu einem kleinen Park umgestaltet, während der westliche Teil bis 1990 von der polnischen Armee genutzt wurde.

### Zweigstelle des Armeemuseums
1989 wurde zu Gedenken an Janusz Kusociński ein Gedenkstein neben dem Fort enthüllt. Seit Beginn der 1990er Jahre diente das Fort als Lager für das in der Innenstadt gelegene Polnische Armeemuseum. Ende der 1990er wurden hier das Muzeum Polskiej Techniki Wojskowej und das Katyń-Museum Warschau als Außenstellen des Armeemuseums eröffnet. Die zukünftige Nutzung des Forts nach der geplanten Auflösung der beiden Museen im Rahmen eines Museumsneubaus in der Warschauer Zitadelle ist ungewiss.

## Ansichten des Czerniaków-Forts

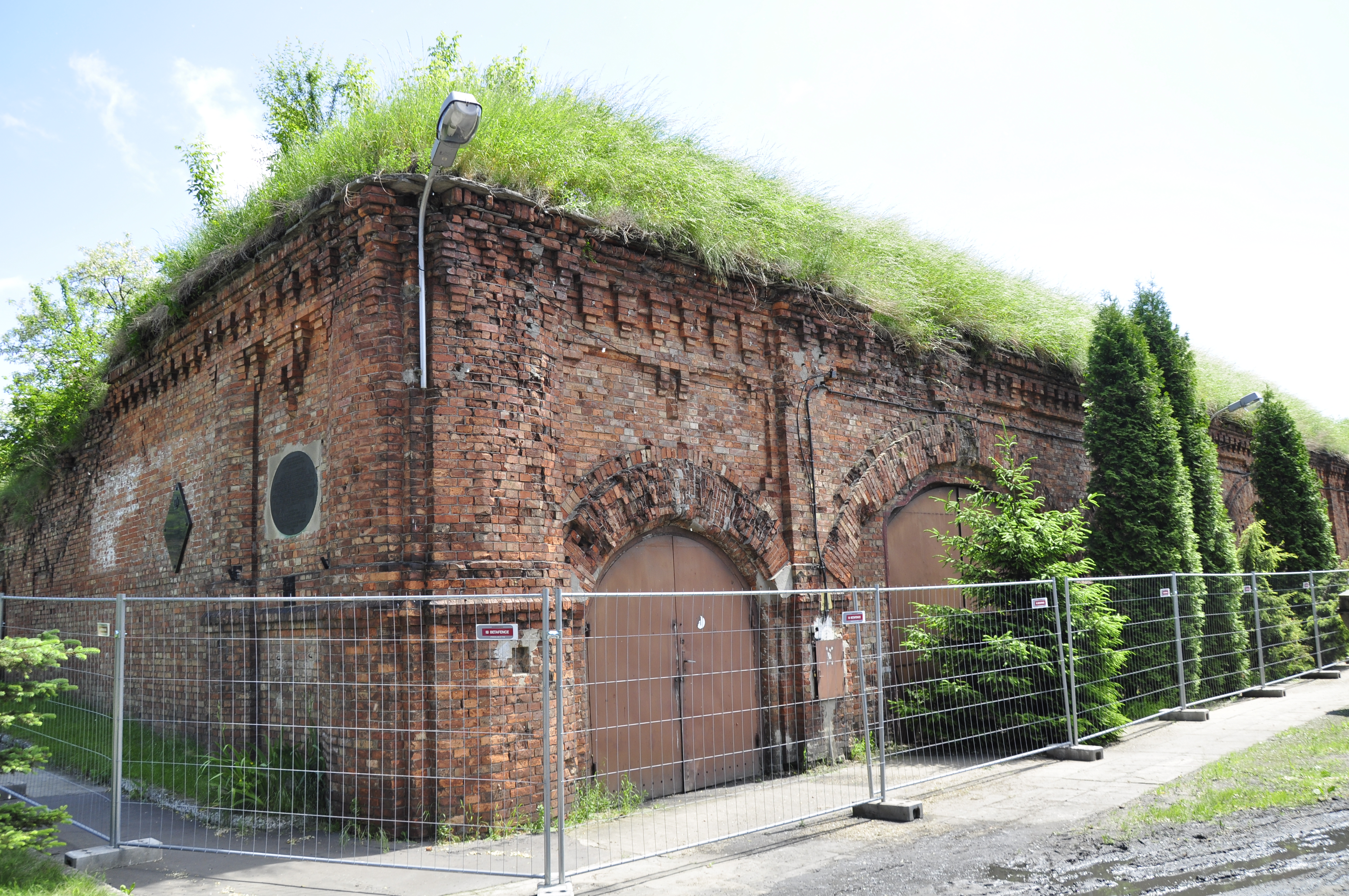
Ostseite der Kasematten, heute an der Powsińska-Straße liegend
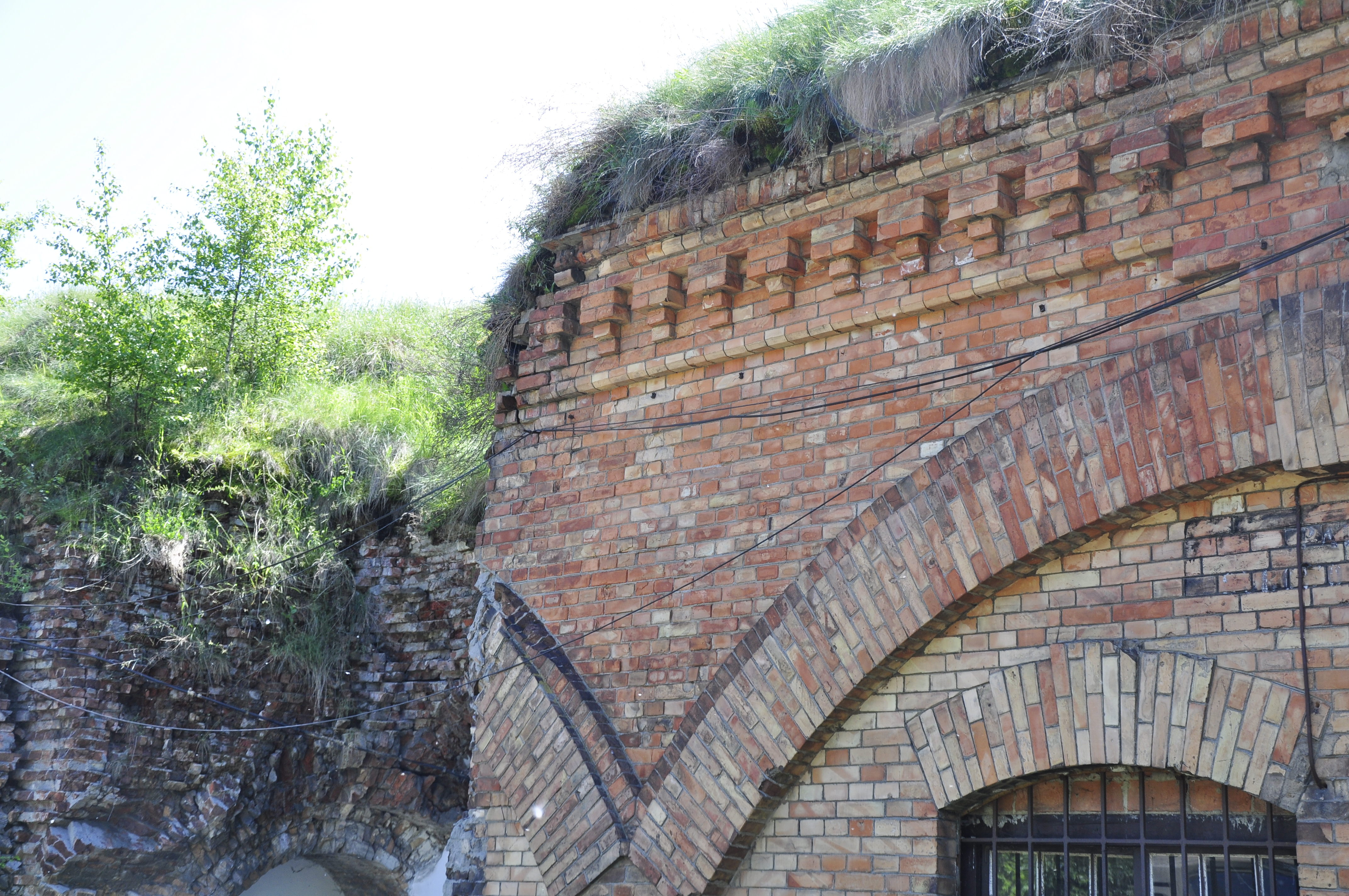
Teilweise eingestürzte Ziegelstein-Kasematten
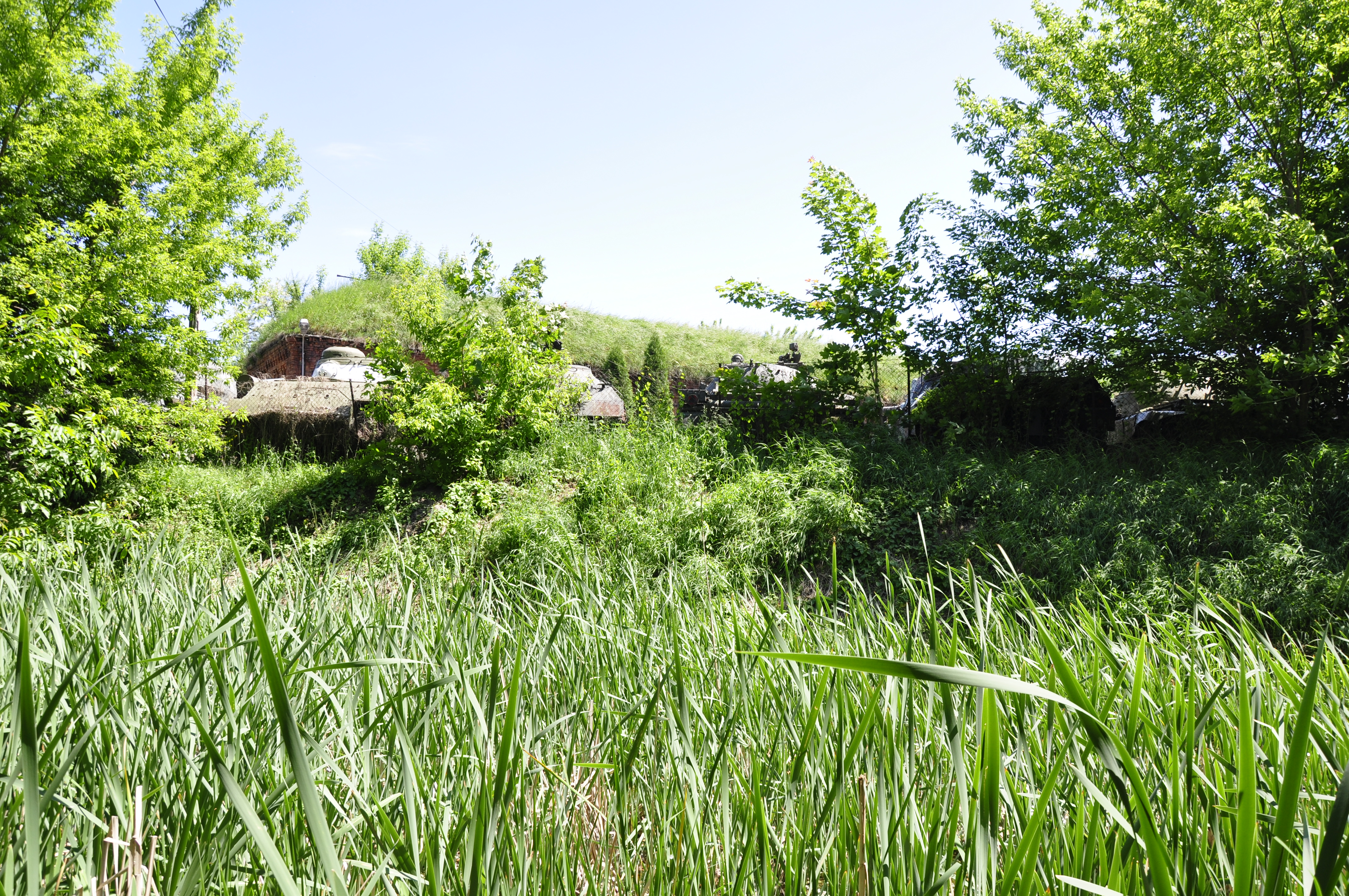
Blick aus dem Wassergraben an der Nordflanke
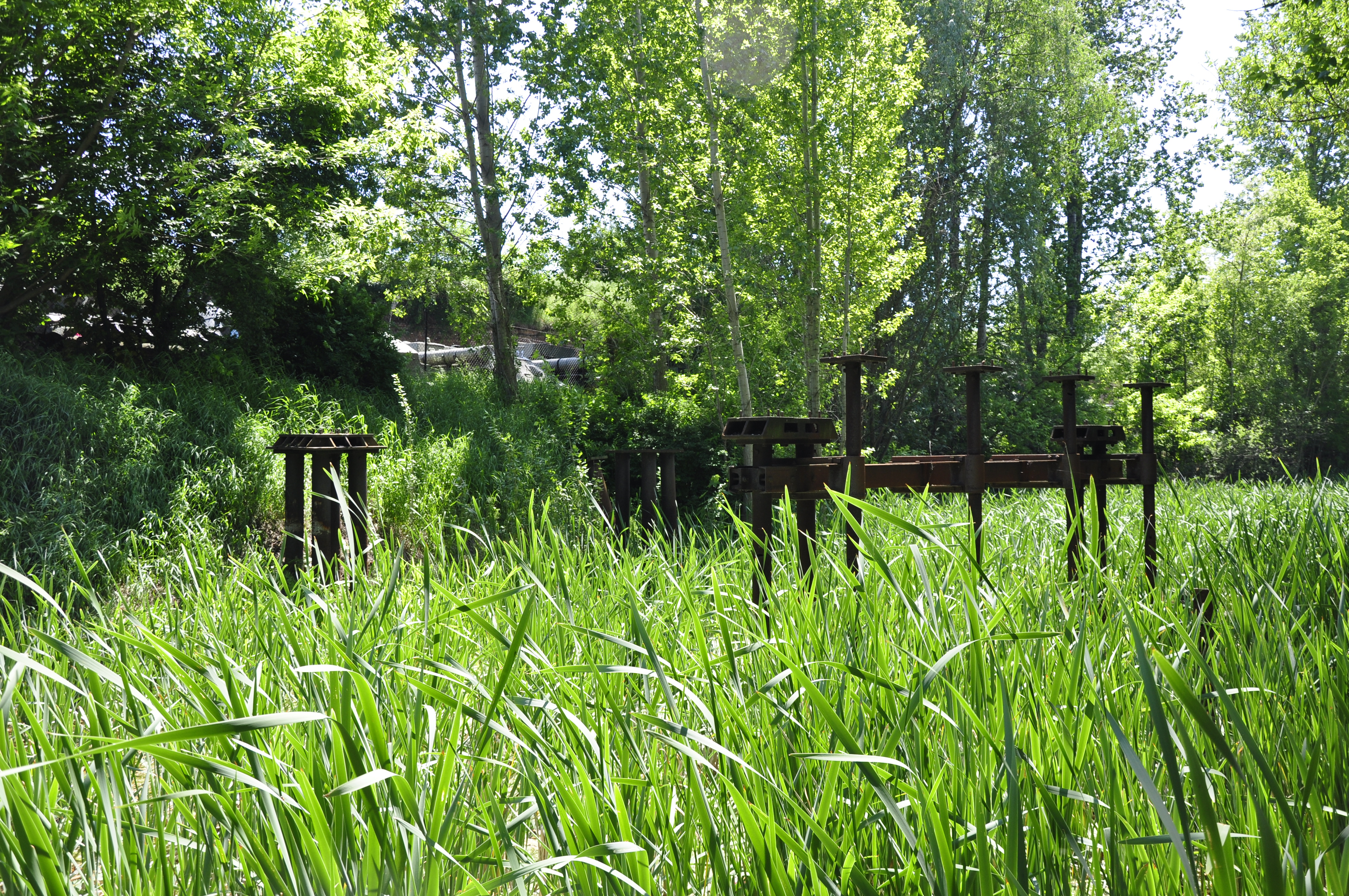
Reste der früheren Stahlbrücke an der Kehlseite